# Black Canary

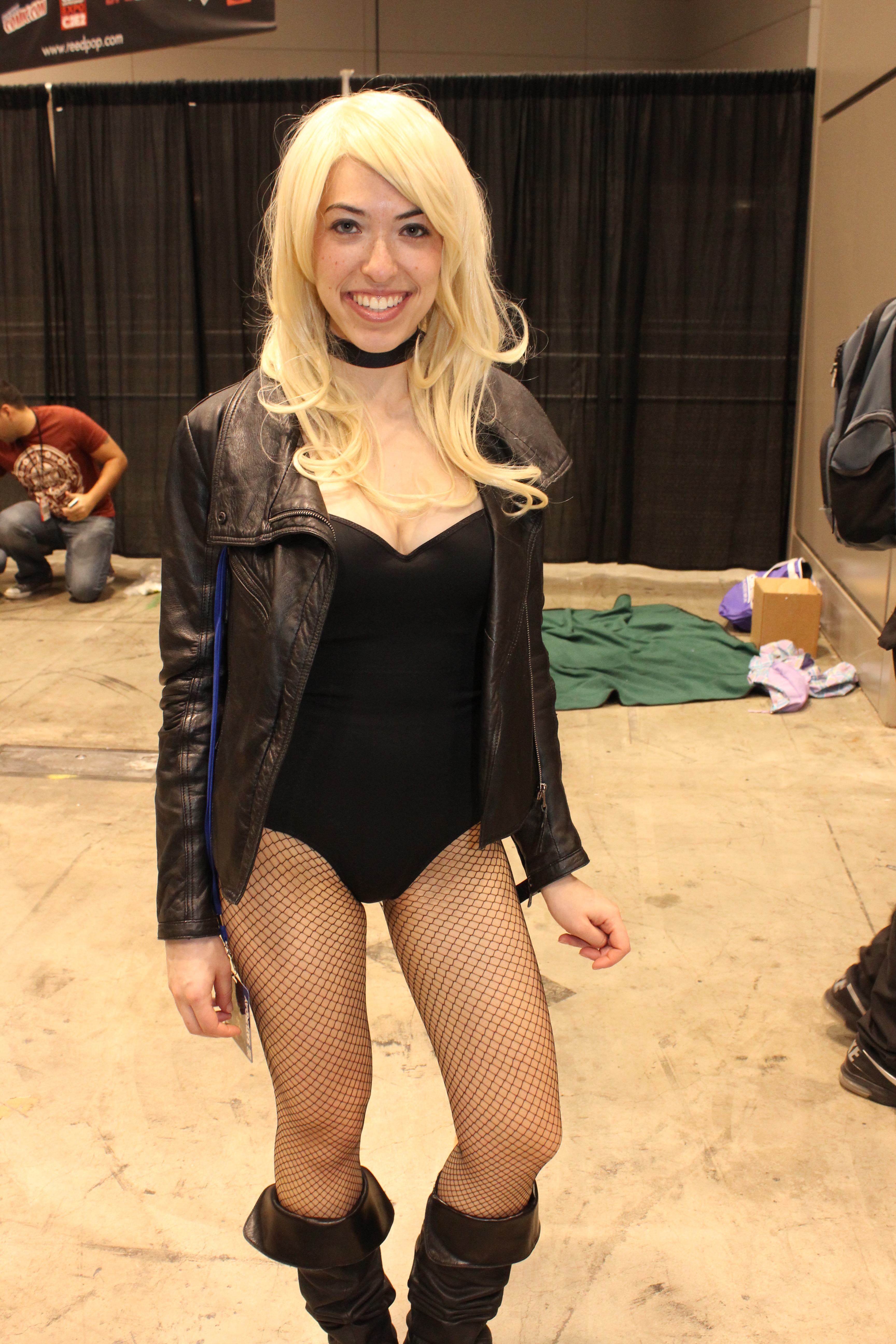
Coslplay Black Canary

Black Canary, skutečným jménem Dinah Lance, je fiktivní superhrdinka z komiksů vydavatelství DC Comics. Vytvořena byla scenáristou Robertem Kanigherem a kreslířem Carminem Infantinem a poprvé se objevila v sešitě Flash Comics č. 86 v srpnu 1947. Od konce 60. let 20. století je často párována s Green Arrowem, a to jak po profesionální, tak i po romantické stránce.
Objevuje se i televizních dílech natočených na motivy komiksů DC, jako jsou seriály Legends of the Superheroes (1979), Birds of Prey (2002), Smallville (2007–2011), Arrow (od 2014) a The Flash (2015).

## Biografie ze seriáluArrow
Z Dinah Laurel Lanceové se Black Canary stala po smrti její sestry Sary Lanceové (původní Canary). Ta byla zabita na střeše jedné budovy, kde byla prostřílena šípy Theou Queenovou (která byla zdrogovaná Malcolmem Merlynem). Spadla ze střechy na chodník pod budovou, kde byla její sestra Laurel, která si jí všimla a odvezla ji do doupěte Olivera Queena (Arrowa), kde následně podlehla zraněním. Laurel to nechtěla říct otci, protože byl vážně nemocný, a taková zpráva by ho mohla zabít. Na konec se propracovala k tomu, že si vzala kostým sestry a stala se Black Canary bojující po boku Arrowa se zločinem.